# Срітеньє
Срі́теньє (рос. Сретенье) — село у складі Котельницького району Кіровської області, Росія. Адміністративний центр Срітенського сільського поселення.
Населення становить 162 особи (2010, 246 у 2002).
Національний склад станом на 2002 рік — росіяни 98 %.